# Irmisch
De Irmisch (ook: Irmsch) is een 4km lange linkerzijrivier van de Our in Rijnland-Palts, Duitsland en in Wallonië, België.

## Geografie
De Irmisch ontspringt ongeveer 1,5 km ten zuidwesten van Winterspelt in het district Heckhalenfeld op een hoogte van 501m. De bron ligt ten westen van de Dackscheidberg in de gemeente Winterspelt en direct aan de grens met België. De Irmisch stroomt voornamelijk naar het noorden langs de grens met België en steekt deze uiteindelijk over, en mondt uit in de Our. De Irmisch voert een 14.412 km² groot stroomgebied via de Our, Sûre, Moezel en Rijn af naar de Noordzee.